# Пурово
Пурово — деревня в Кисельнинском сельском поселении Волховского района Ленинградской области.

## История
На карте Санкт-Петербургской губернии Ф. Ф. Шуберта 1834 года упоминается деревня Пурово.

ПУРОВО — деревня принадлежит капитану Ильину, подполковнице Сарычевой и канцеляристу Унковскому, число жителей по ревизии: 24 м. п., 16 ж. п. (1838 год)

На карте профессора С. С. Куторги 1852 года отмечена деревня Пурово.

ПУРОВА — деревня разных владельцев, по просёлочной дороге, число дворов — 7, число душ — 30 м. п. (1856 год)

ПУРОВА — деревня владельческая при колодцах, число дворов — 10, число жителей: 37 м. п., 40 ж. п.; Часовня православная. (1862 год)

В 1866—1867 годах временнообязанные крестьяне деревни выкупили свои земельные наделы у А. А. Ильина и стали собственниками земли.
Согласно материалам по статистике народного хозяйства Новоладожского уезда 1891 года пустошь при селении Пурово площадью 147 десятин принадлежала дворянам В. А. и Н. А. Невельским, пустошь была приобретена до 1868 года. Кроме того, одно из имений при селении Пурово площадью 223 десятины, принадлежало мещанину Б. Н. Цетлеву, имение было приобретено в 1876 году за 700 рублей; другое имение, при селениях Пурово и Кипуя, принадлежало купчихе М. Ф. Спировой, имение было приобретено до 1868 года.
В конце XIX века деревня административно относилась к Песоцкой волости 1-го стана Новоладожского уезда Санкт-Петербургской губернии, в начале XX века — 4-го стана.
По данным «Памятной книжки Санкт-Петербургской губернии» за 1905 год деревня Пурово входила в Нурминское сельское общество.
С 1917 по 1923 год деревня Пурово входила в состав Пальского сельсовета Песоцкой волости Новоладожского уезда.
С 1923 года в составе Голтовского сельсовета Шумской волости Волховского уезда.
С 1924 года в составе Чаплинского сельсовета.
С 1926 года вновь в составе Голтовского сельсовета. Согласно данным переписи населения СССР 1926 года в деревне Пурово проживали 159 человек — все русские.
С 1927 года в составе Волховского района.
С 1928 года вновь в составе Чаплинского сельсовета.
По данным 1933 года деревня Пурово также входила в состав Чаплинского сельсовета Волховского района.
В 1939 году население деревни Пурово составляло 163 человека.

План деревни Пурово. 1941 год

Согласно топографической карте РККА 1941 года деревня насчитывала 39 дворов.
В 1958 году население деревни Пурово составляло 62 человека.
По данным 1966, 1973 и 1990 годов деревня Пурово также входила в состав Чаплинского сельсовета.
В 1997 году в деревне Пурово Кисельнинской волости проживали 20 человек, в 2002 году — 15 человек (все русские).
В 2007 году в деревне Пурово Кисельнинского СП — 11 человек.

## География
Деревня расположена в западной части района на автодороге Пупышево — Новый Быт.
Расстояние до административного центра поселения — 36 км.
К северу от деревни проходит железнодорожная линия Волховстрой I — Мга и находится остановочный пункт, платформа 106 км. Расстояние до ближайшей железнодорожной станции Пупышево — 5 км.
К западу от деревни протекает река Олешня.

## Демография
| 1862 | 2007 | 2010 | 2017 |
| ---- | ---- | ---- | ---- |
| 77   | ↘11  | ↘9   | ↘8   |

### Национальный состав
Согласно данным Всероссийской переписи населения 2021 года в деревне проживали 7 человек, все русские.